# FarmVille
FarmVille — популярная игра в социальной сети Facebook, разработанная компанией Zynga. С момента своего запуска в июне 2009 года игра стала одной из самых популярных в социальной сети Facebook и по состоянию на 25 мая 2010 года насчитывает более 75 млн игроков.
Farmville является симуляцией управления фермерским хозяйством в реальном времени. В настоящее время доступна только английская версия.

## Игровой процесс

### Растения
Основной целью игры является выращивание на отведённой игроку «территории» различных овощей, фруктов, зерновых культур, цветов (всего более 70 видов растений). Также есть несколько растений, не входящих в какую-либо категорию. Возможность покупать на «рынке» «семена» различных растений открываются игроку с повышением его уровня: если на 1-м уровне можно купить «семена» всего нескольких растений, то на 30-м — уже нескольких десятков. Также для возможности покупать семена некоторых растений, сначала нужно вырастить определённое количество других растений.
Срок «созревания» растений в реальном времени составляет от 2 часов (малина) до 4 суток (артишок, арбуз, дыня). Семена покупаются игроком в неограниченном количестве на «рынке», а затем «засеваются» в предварительно «вспаханные» клетки «земли». Игровой опыт игрок получает при «посеве» (0 за малину и 1-4 за прочие растения), а игровые деньги-монеты — при сборе «урожая». Кроме того, 1 очко опыта игрок получает за каждую «вспаханную» игровую клетку, при этом теряя 15 игровых монет. Если созревший урожай не убрать в течение определённого времени, то он «сгниёт», и за него нельзя будет получить игровых монет.

### Деревья, животные, здания
Кроме растений игрок в игре может «сажать» на своём участке различные деревья, которые покупаются один раз и приносят периодический доход (не чаще 1 раза в сутки). Можно также «держать» различных животных — свиней (более 5 видов), коз, гусей, уток, кур (7 видов), коров (8 видов), быков, телят (более 5 видов), ягнят, овец (3 вида), пингвинов, слонов, оленей (2 вида), лошадей, фламинго, индюков, кроликов, котов (4 вида), черепах и др. Животные, как и деревья, приносят регулярный доход. Большинство животных и деревьев нельзя «купить» за игровые деньги, а можно только получить в подарок от «соседей» или за выполнение заданий и достижение уровней. Можно также приобретать различные здания (в том числе для животных), декоративные предметы, заборы, сельскохозяйственную технику и многое другое.

### «Соседи»
Важным элементом игры является взаимодействие с «соседями», которые выражается в возможности отправить «соседу» подарок, удобрить его посевы (не более 5 посевов за сутки), покормить его кур, помочь в строительстве улучшенных зданий, получить бонусы в качестве «празднования» достижений соседей. За помощь «соседям» игроки получают игровые деньги и опыт в небольшом количестве. При наличии определённого количества «соседей» игрок получает возможность увеличить площадь своего участка за игровые «монеты». Увеличить площадь можно и без соседей, но только за игровые «наличные».

### Достижения и опыт
Существует возможность добиться определённых достижений и заработать «ленты» 4 цветов (в порядке возрастания «ценности» — жёлтый, белый, красный, синий). Лентами игрок награждается за более чем 30 различных достижений (количество «соседей», потраченная сумма игровых денег, выращенные цветы, удобренные растения и т. п.). За «ленты» игрок получает игровой опыт и деньги, больше всего — за синюю «ленту».
Накапливая очки игрового опыта, игрок достигает нового уровня. Испольузется прогрессивная шкала необходимого опыта для получения уровня — если в начале игры для достижения уровня требуется совсем немного очков (несколько десятков или сотен), то затем для нового уровня нужна уже не одна тысяча очков. Очки опыта игрок получает за посев растений, а также однократно при покупке дерева, животного, здания, предмета. Кроме того, опыт можно заработать вместе с «лентами» за достижения и за помощь «соседям».

### Специальные акции
В игре регулярно проводятся специальные акции, обычно посвящённые каким-то реальным событиям в мире или праздникам, например: Рождество, День Святого Валентина, Олимпийские игры, День Благодарения и т. д. Во время специальных акций игрокам в течение некоторого времени (от нескольких дней до нескольких недель) предлагается приобрести или отправить в подарок «соседям» уникальные предметы, недоступные в другое время. К таким уникальным вещам относятся «особые» виды животных и деревьев, здания, декоративные предметы и др. Кроме того, в ходе специальных акций игроку предлагается собрать как можно больше подарков от своих «соседей», чтобы затем обменять эти подарки на уникальные предметы. Проходят также специальные акции посвящённые различным регионам — Италии, Мексике, Дикому Западу, Франции, Германии и т. д.

### Игровые деньги
Игровые деньги делятся на 2 вида — «монеты» (англ. coins) и «наличные» (англ. cash). «Монеты» можно получить в игре за собранный урожай, от продажи ранее купленных предметов (гораздо ниже их закупочной стоимости), за помощь «соседям» и др. «Наличные» же игрок получает только по 1 за каждый достигнутый уровень. Другой путь получить «наличные» — купить их за реальные деньги через игровую систему приёма платежей с помощью пластиковых карт, электронных денег и т. п. Так, за 20 долларов США можно приобрести 115 игровых «наличных». За реальные деньги можно покупать и «монеты» — за те же 20 долларов предлагаются 33 300 монет. За игровые «наличные» можно купить те предметы, животных, деревья, которые не продаются за игровые «монеты». Наличные иногда можно получить и в ходе специальных акций в подарок от других игроков.

## Критика
Несмотря на первоначальный успех игры, она получила негативную реакцию со стороны критиков, дизайнеров видеоигр и известных личностей. Журнал Time назвал игру одним из "50 худших изобретений" за последние десятилетия, поскольку она является "самой затягивающей из игр Facebook" и "серией бездумной работы на цифровой ферме".
В интервью Gamasutra в декабре 2010 года игровой дизайнер и программист Джонатан Блоу критиковал FarmVille за то, что она создана для создания атмосферы негатива, требует беспрецедентной приверженности игре и поощряет пользователей эксплуатировать своих друзей.
Исследователь видеоигр Ян Богост создал Cow Clicker как сатиру на FarmVille и подобные игры Zynga, чтобы развенчать повторяемость и кажущуюся абсурдность таких игр.

## Интересные факты
- В FarmVille к фруктам отнесены баклажан, овощной перец, помидор, красный перец, а также многие ягоды.
- В игре есть «корова-пришелец» (англ. Alien cow) зелёного цвета и с небольшими антеннами на голове. Купить её нельзя, но можно получить несколькими способами.